# Fascination Records
La Fascination Records è un'etichetta discografica fondata nella primavera del 2006 in Gran Bretagna. È una sotto-etichetta della Polydor Records ed è amministrata da Peter Loraine. L'etichetta è generalmente interessata in musica pop e alcuni artisti che ha sotto contratto sono stati ereditati dall'etichetta principale Polydor.

## Artisti principali
- Girls Aloud
- Cheryl Cole
- Sophie Ellis-Bextor
- The Saturdays
- Girls Can't Catch
- Jonas Brothers
- Miley Cyrus
- Demi Lovato
- Selena Gomez
- Connie Fisher
- Lee Mead
- Dirty Diegos
- Bananarama
- Tokio Hotel
- Paul Steel

Vengono inoltre pubblicate sotto questa etichetta le compilation della Popjustice.